# José Ángel Iribar
José Ángel Itibar Cortajarena, född 1 mars 1943 i Zarautz, är en spansk fotbollstränare och spelare. Han spelade nästan hela sin karriär för Athletic Bilbao och var med i det spanska landslaget som vann EM 1964.

## Karriär

### Klubblag
José Ángel Iribar kom till Athletic Bilbao 1962 och spelade första säsongen tre matcher i La Liga. Han blev säsongen efter lagets förstamålvakt, en post som han skulle ha de kommande 16 åren. I Athletic Bilbao vann han spanska cupen 1969 och 1973. Laget gick även till final i UEFA-cupen 1977 där man förlorade mot Juventus.
Under säsongen 1970/71 höll Iribar nollan i 10 raka hemmamatcher. Han avslutade sin karriär 1980 efter totalt 614 matcher i klubben. 1983 anställdes Iribar på nytt, nu som tränare för Bilbaos B-lag. Han blev senare även tränare för Baskiens landslag.

### Landslag
Iribar gjorde debut för Spaniens landslag i kvalet till EM 1964 mot Irland. Han blev snabbt ordinarie och spelade under mästerskapet som Spanien till slut vann på hemmaplan. Iribar deltog även i VM 1966 där han spelade samtliga gruppspelsmatcher. Han gjorde mellan 1964 och 1976 49 landskamper.

## Meriter
Athletic Bilbao
- Spanska cupen: 1969, 1973

Spanien
- EM-guld: 1964